# Billy Gustafsson
Billy Per Olof Gustafsson, född 8 februari 1948 i Gusums kyrkobokföringsdistrikt i Östergötlands län, död 6 april 2018 i Hedvigs distrikt i Norrköping, var en svensk politiker (socialdemokrat). Han var ordinarie riksdagsledamot 2002–2014, invald för Östergötlands läns valkrets.
I riksdagen var han ledamot i konstitutionsutskottet 2002–2014, EU-nämnden 2006–2010 och Nordiska rådets svenska delegation 2006–2014. Han var även vice ordförande i Riksrevisionens parlamentariska råd 2011–2014 och dessförinnan ledamot i samma råd 2011. Gustafsson var suppleant i EU-nämnden, socialförsäkringsutskottet, trafikutskottet och sammansatta konstitutions- och utrikesutskottet, samt Valprövningsnämnden.
Gustafsson satt med i riksdagens vallagsutredning som såg över det svenska valsystemet.